# Robert Minton
Robert Henry Minton (13 de julio de 1904-2 de septiembre de 1974) fue un deportista estadounidense que compitió en bobsleigh. Participó en los Juegos Olímpicos de Lake Placid 1932, obteniendo una medalla de bronce en la prueba doble.

## Palmarés internacional
| Juegos Olímpicos | Juegos Olímpicos             | Juegos Olímpicos  | Juegos Olímpicos |
| Año              | Lugar                        | Medalla           | Prueba           |
| ---------------- | ---------------------------- | ----------------- | ---------------- |
| 1932             | Lake Placid (Estados Unidos) | Medalla de bronce | Doble            |